# Eryngium huteri
Eryngium huteri är en flockblommig växtart som beskrevs av Pietro Porta och Gregorio Rigo. Eryngium huteri ingår i släktet martornar, och familjen flockblommiga växter. Inga underarter finns listade i Catalogue of Life.